# Mount Airy, Maryland
Mount Airy är en ort i Carroll County i delstaten Maryland, USA.